# Vladimir Iljoesjin
Vladimir Sergejevitsj Iljoesjin (Russisch: Владимир Сергеевич Ильюшин), (Moskou, 31 maart 1927 - aldaar, 1 maart 2010) was een Russische straaljagerpiloot en testpiloot van de Sovjet-straaljagerfabrikant Soechoj. Hij was de zoon van de oprichter van de Iljoesjin-vliegtuigfabriek Sergej Iljoesjin. Er doen geruchten de ronde dat Iljoesjin de eerste mens in de ruimte is geweest. Deze geruchten werden verder aangewakkerd door de film The Cosmonaut Cover-Up uit 1999 die Iljoesjin aanwijst als eerste mens in de ruimte.
Enkele dagen voordat Joeri Gagarin de geschiedenis inging als eerste mens in de ruimte, kreeg Iljoesjin een ernstig auto-ongeluk waarbij hij zwaargewond raakte. Op 12 april 1961, twee dagen voordat Gagarin daadwerkelijk succesvol de ruimte in zou gaan, beweerde Dennis Ogden in de Amerikaanse communistische krant Daily Worker dat dit auto-ongelukverhaal in werkelijkheid een dekmantel was voor een mislukte ruimtevlucht op 7 april 1961. Iljoesjin zou gewond zijn geraakt bij een verkeerd afgelopen bemande Sovjet-ruimtevlucht. Het auto-ongeluk zou door het communistische regime bedacht zijn om de mislukking te verbergen.